# Aranygyapjas rend

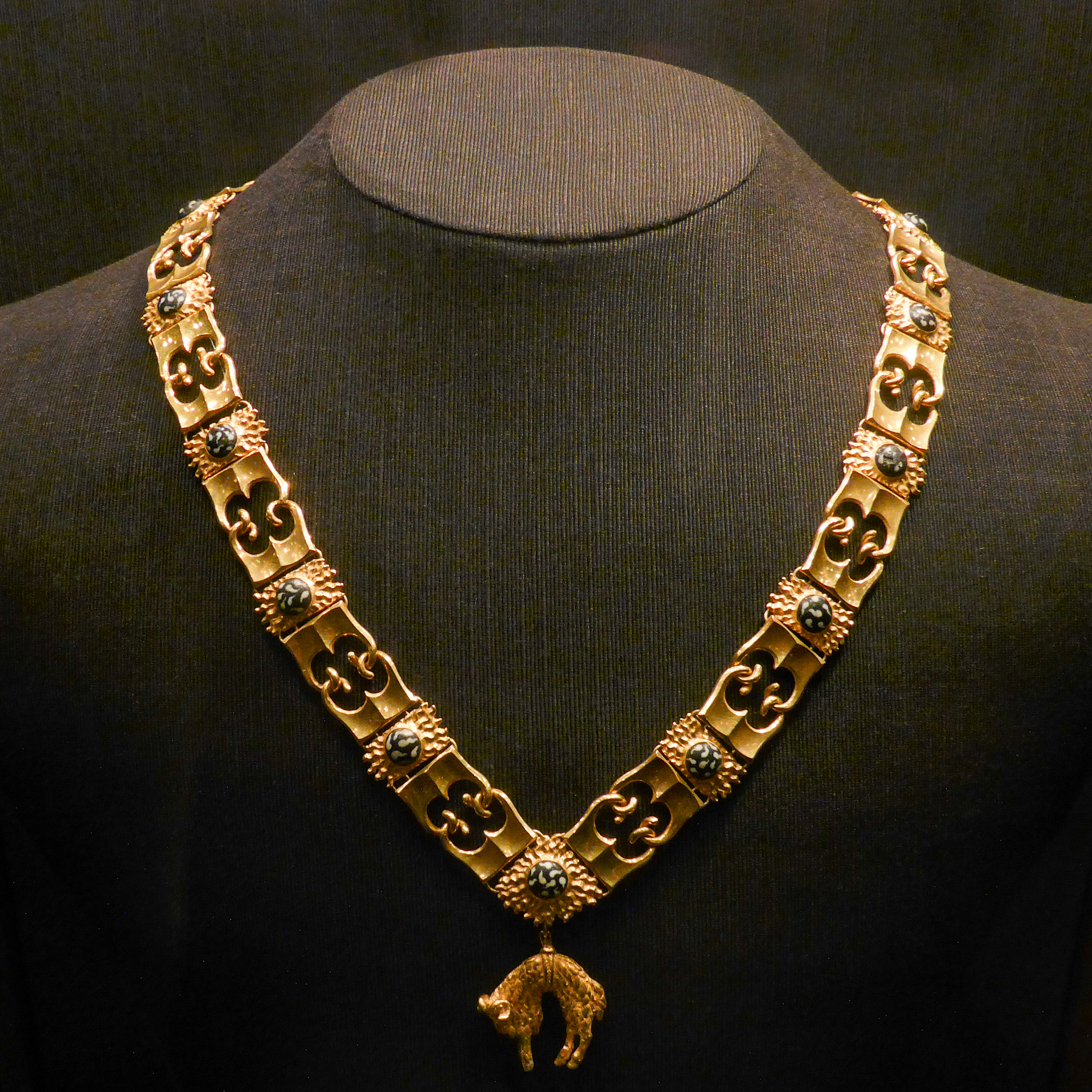
Lovagi aranygyapjas rend a bécsi Schatzkammer császári kincstárban

Az Aranygyapjas rend (el tusan, el toison de Oro, Ordre de la toison d’or) lovagrend, amelyet Jó Fülöp burgundi herceg 1429. január 10-én Brugge-ben alapított harmadik nejével, Izabella portugál hercegnővel történt egybekelése alkalmával a Megváltó, Mária és Szent András tiszteletére, a keresztény hit és a katolikus szentegyház védelmére, az erény és jó erkölcsök növelésére.
A rend az alapítását követően először a burgundi hercegek legfontosabb rendjele lett, majd a Habsburgok spanyol ágáé, a spanyol örökösödési háború után pedig mind a spanyol uralkodók, mind a Habsburgok osztrák ágáé.

## Története
A rend alapítója Jó Fülöp burgundi herceg; először (1433-ban) IV. Jenő pápa, majd (1517-ben) X. Leó pápa is megerősítette. A rendbe való felvételnél a kezdetektől fogva az előkelő nemesség és kiváló szolgálatok voltak fő kellékek. Az első két században ezt az egyosztályú rendet csak fejedelmi személyeknek s a legmagasabb arisztokráciának adományozták. A rendkáptalan, mely az összes rendlovagból áll, eleinte évenként, később minden harmadik évben összeült, utóbb csak a rend nagymesterének összehívására, amikor új tagjait általános szavazattöbbséggel választották. A nagymesterek a burgundi hercegek, utánuk a spanyol királyok voltak. 1559-ben tartották az utolsó káptalant. II. Fülöp spanyol király engedélyt nyert XIII. Gergely pápától, hogy a rend lovagjait maga nevezhesse ki; ez időtől a lovagok száma (amely az alapítás idejében 25, három év múlva 31, 1516-ban, V. Károly német-római császár alatt 51 volt) nem volt meghatározva.
Burgundi Máriának Miksa osztrák főherceggel kötött házassága folytán (1477) a rend nagymesteri méltósága a Habsburg-házra szállt. Amikor a Habsburg-ház spanyolországi ága kihalt, mind VI. Károly császár, mind V. Fülöp spanyol király magának követelte a rendtagok kinevezésének kizárólagos jogát. Az 1725-ös bécsi békében kötött egyezség szerint aztán mindkét uralkodó gyakorolhatta a kinevezés jogát, de az osztrák rendház sohasem ismerte el a rend spanyolországi ágát, sem az ott történt kinevezéseket. Ausztriában fejedelmi személyek, főnemesek és katolikusok képezik a rend tagjait.
2022-től Semjén Zsolt magyar kereszténydemokrata politikus, miniszterelnök-helyettes is az Aranygyapjas rend tulajdonosa lett, amint ennek ténye Semjén magyar és idegen nyelvű életrajzában, a honlapján, illetve a Parlamenti Almanachban is olvasható. Ungváry Krisztián történész vélekedése szerint az adományozás hátterében az állhatott, hogy az Országgyűlés évekkel korábban, épp Semjén előterjesztése nyomán elfogadott egy olyan törvényt, melynek értelmében a magyar állam új alapítványa szerződésben 99 évre elkötelezte magát évi 100 000 euró bérleti díj fizetésére a Habsburg család számára, Habsburg Ottó Magyarországon lévő irataiért. Azt a feltételezését azonban, hogy az adományozás és a Habsburg Ottó Alapítvány létrehozatala összefüggne egymással, Ungváry semmivel nem igazolta. A Rend statútuma szerint a rendet a katolikus hit védelmében tett érdemekért adományozzák.

## Leírása

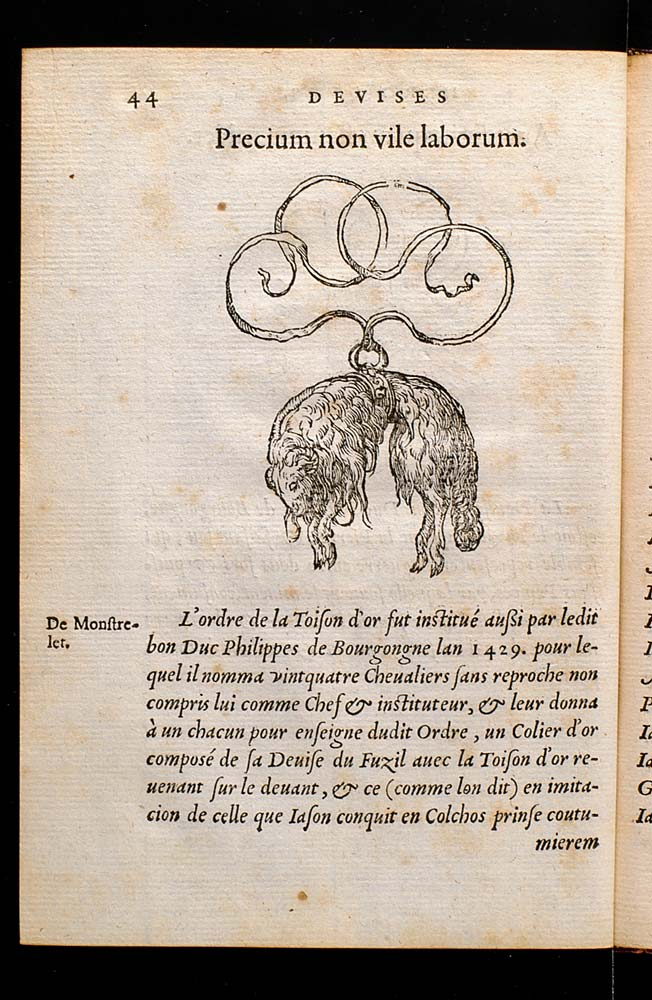
Az Aranygyapjas rend leírása Claude Paradin: Devises heroïques c. művében, Lyon, 1557

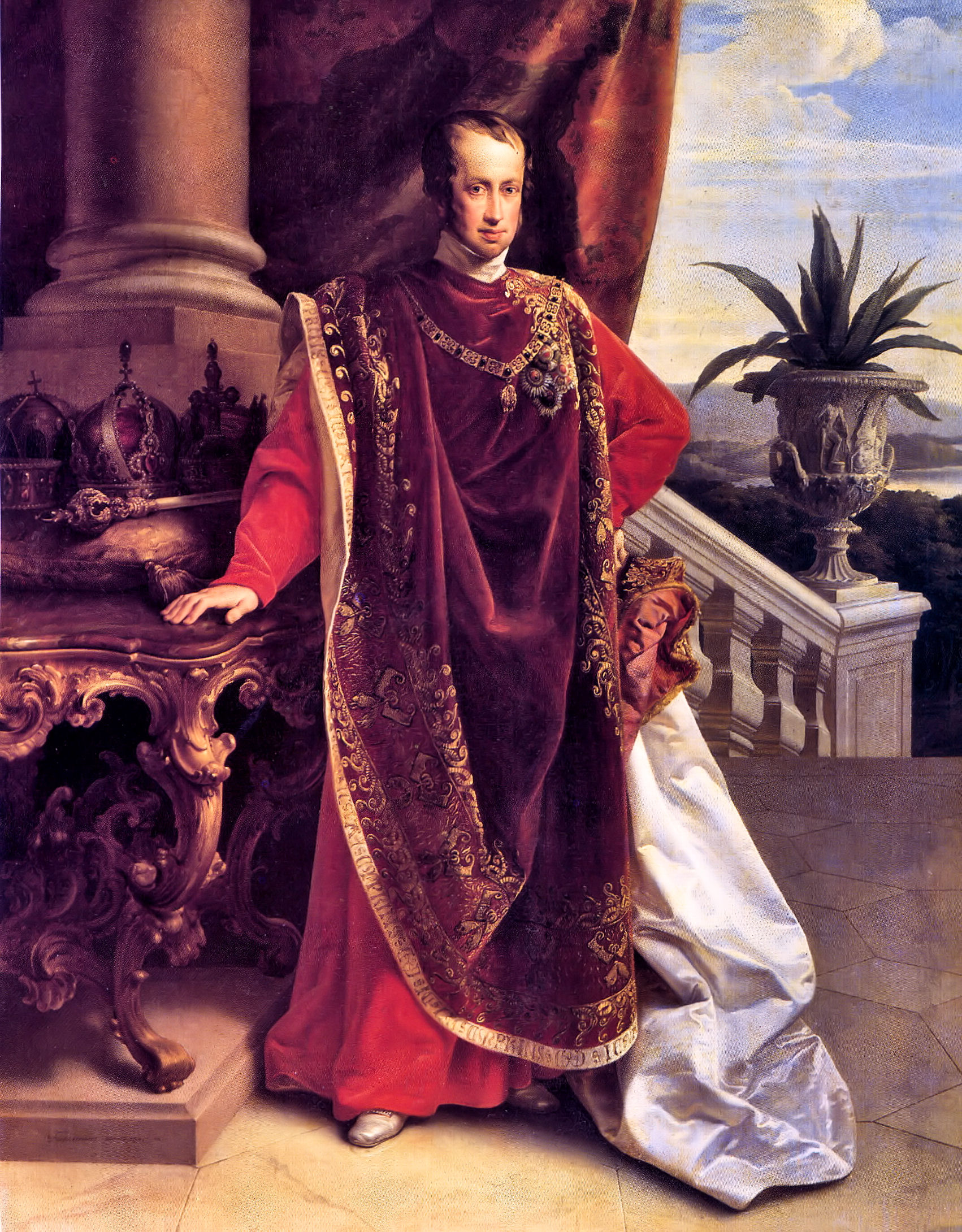
V. Ferdinánd császár mint az Aranygyapjas rend osztrák ágának nagymestere, a rend bíborszínű, hivatalos viseletében

A rend jelvénye: kékzománcos, lángokat szóró tűzkövön függő arany kosbőr (kosirha), mely felett Ausztriában arany szalagon sárkányölő férfi van, a szalag kanyargó végein, kékzománcos alapon pedig e jelmondat áll: Pretium laborum non vile („A munka becse nem csekély”). E jelvényt ünnepnapokon tüzet szóró tűzkövekből és acélokból összeállított aranyláncon, rendesen piros szalagon viselik.
A rend öltözéke Ausztriában skarlát bársony, fehér tafotával bélelt hosszú öltöny, felette bíborszín, fehér selyemmel bélelt köpeny, melynek szegélyzete a tűzkő és acél motívumát mutatja, szélein fehér selyem szalagon pedig többször ismételve a je l'ay empris jelmondat van kivarrva, továbbá bíborvörös, arannyal hímzett bársony föveg, vörös cipők és harisnyák. A spanyol rendtagok öltözéke hasonló, de köpenyük nincs.

## Galéria

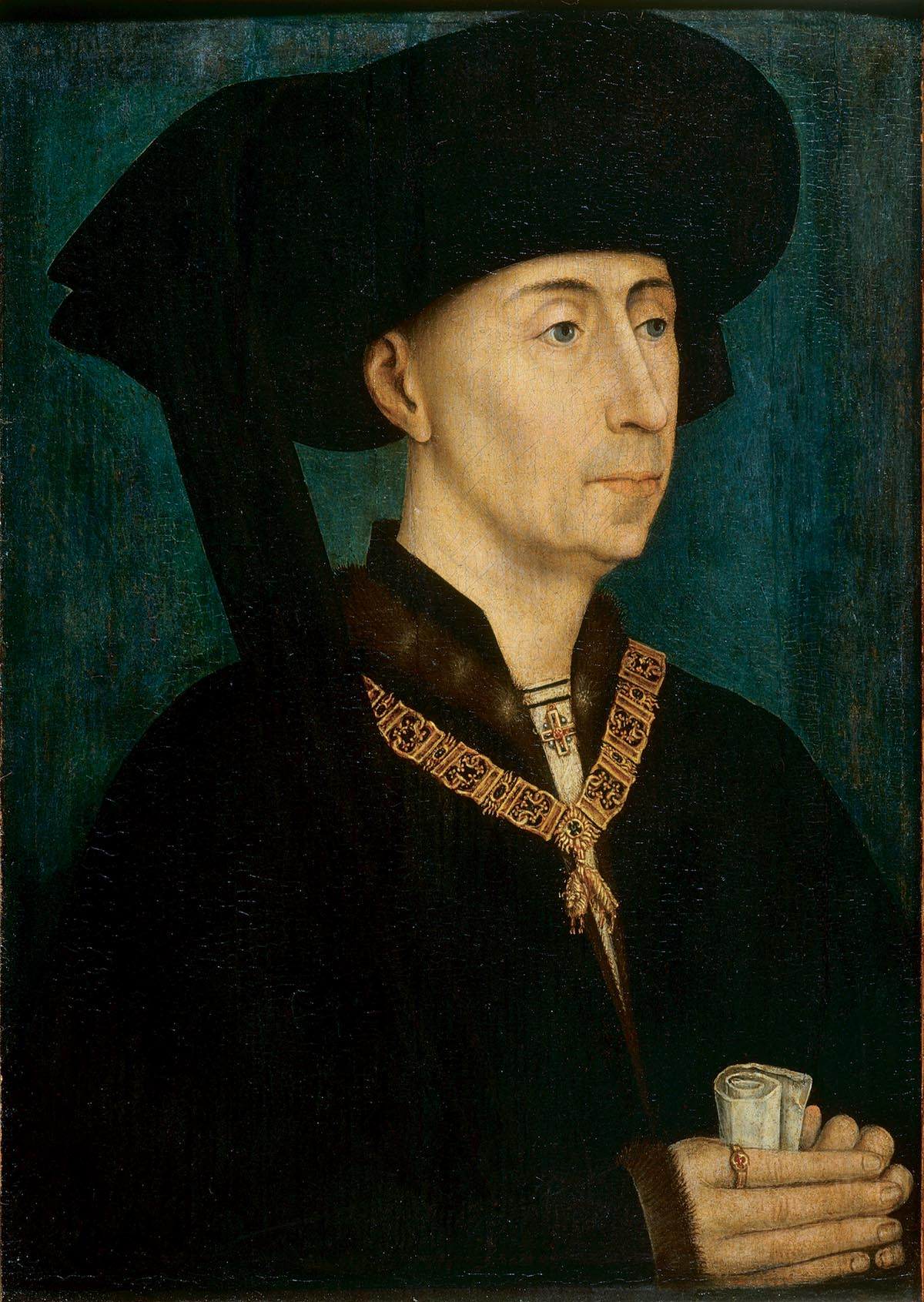
Jó Fülöp burgundi herceg
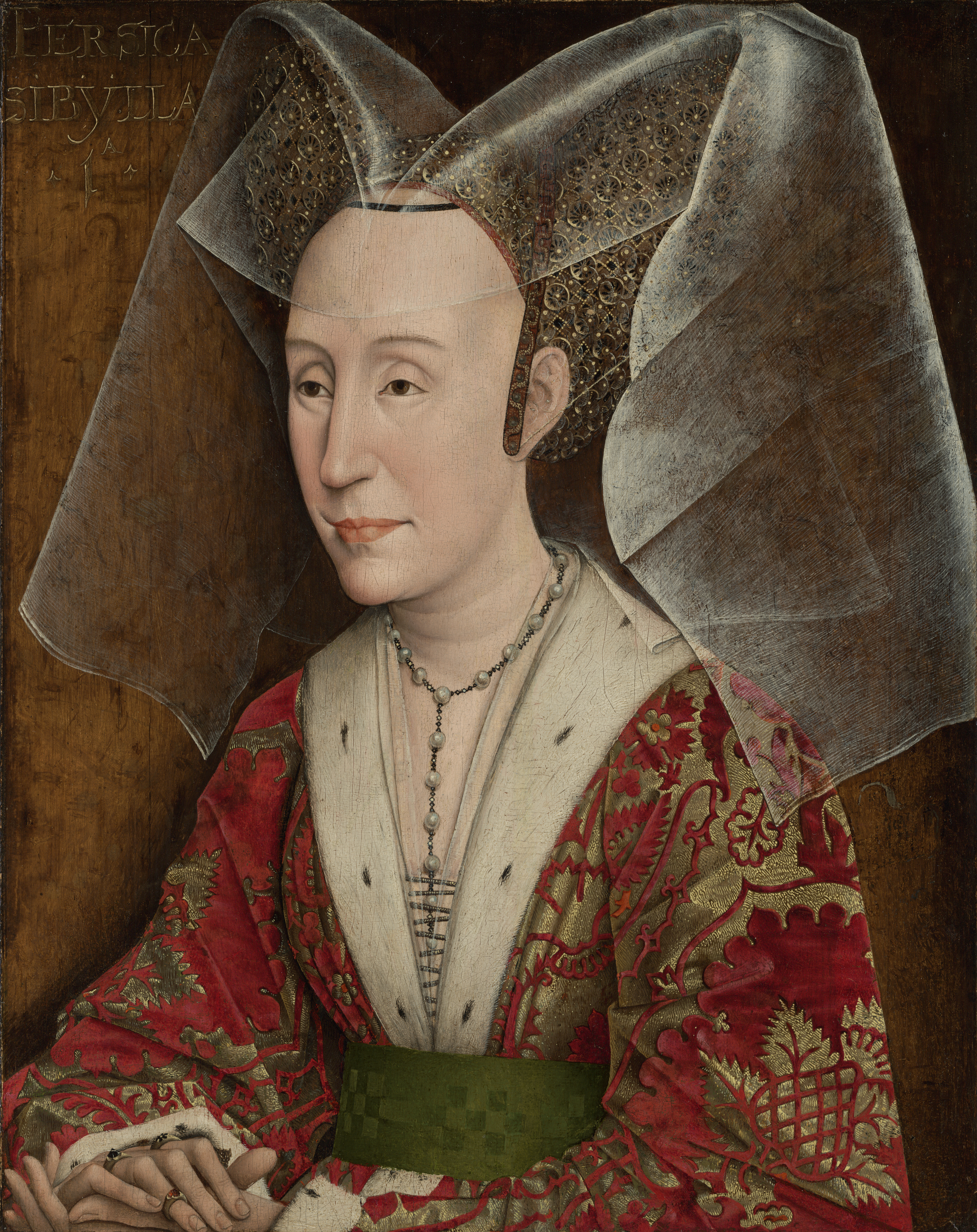
Izabella portugál hercegnő
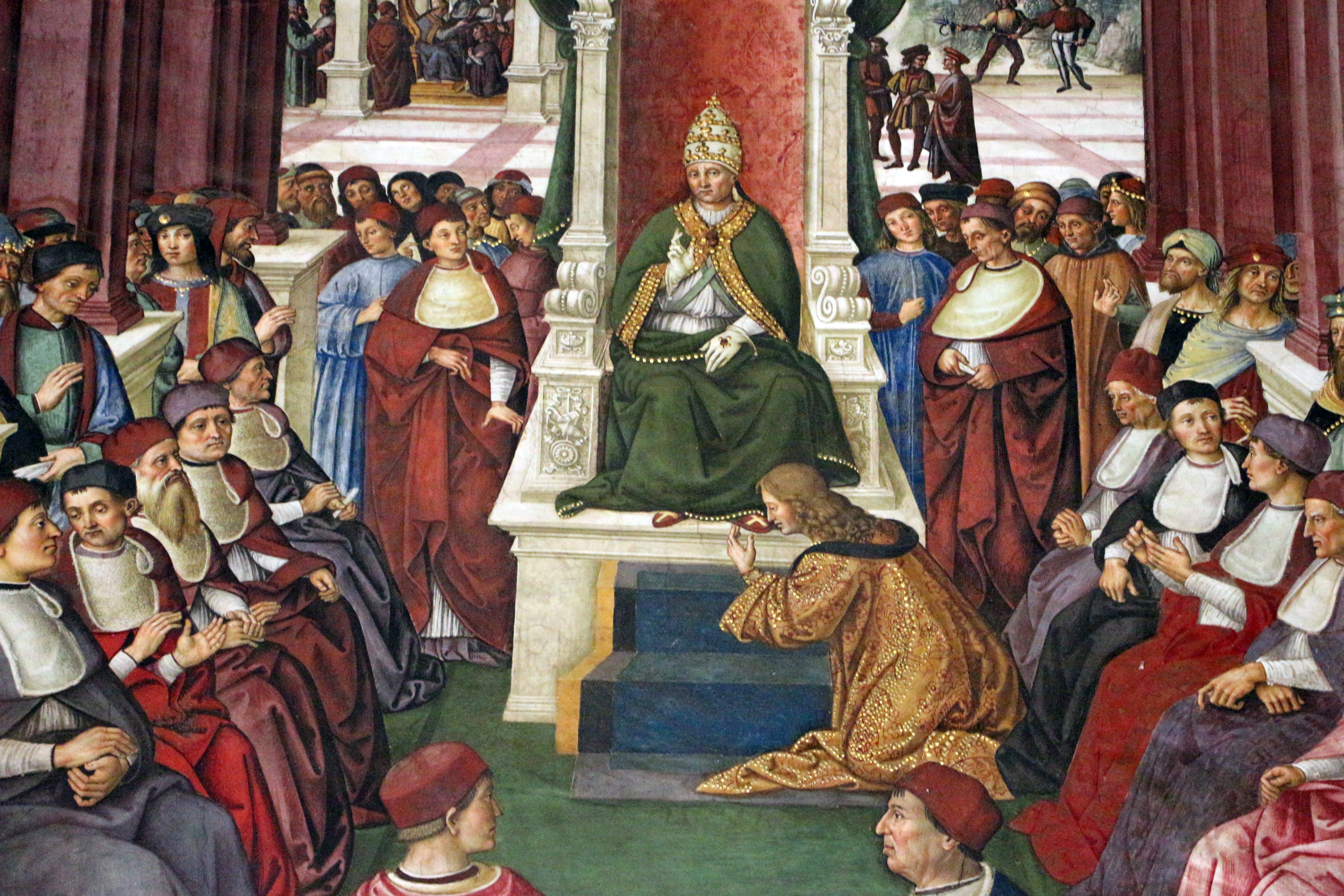
IV. Jenő pápa
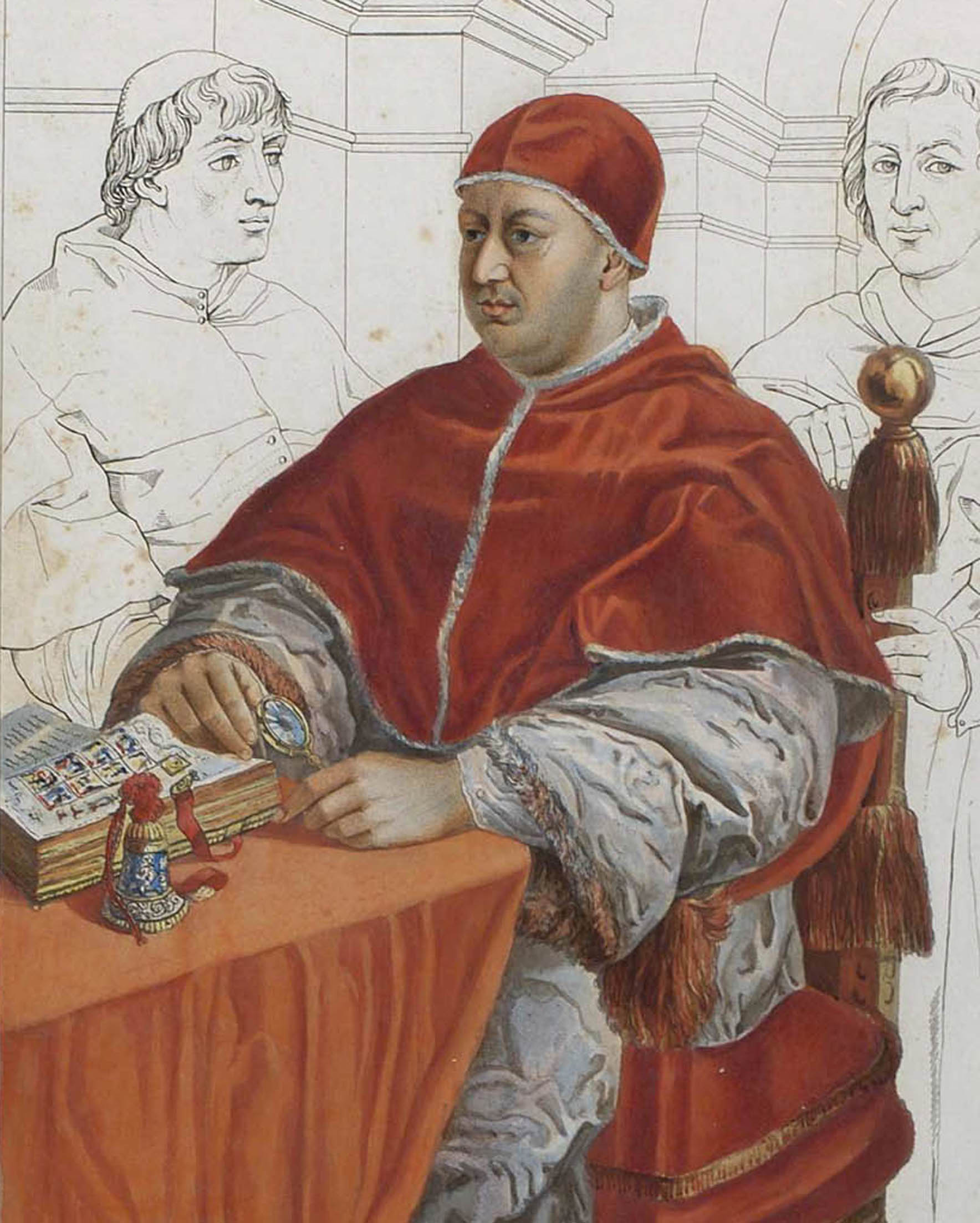
X. Leó pápa
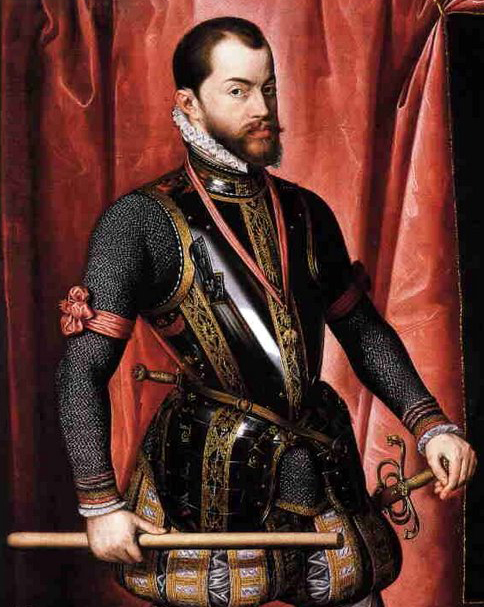
II. Fülöp spanyol király
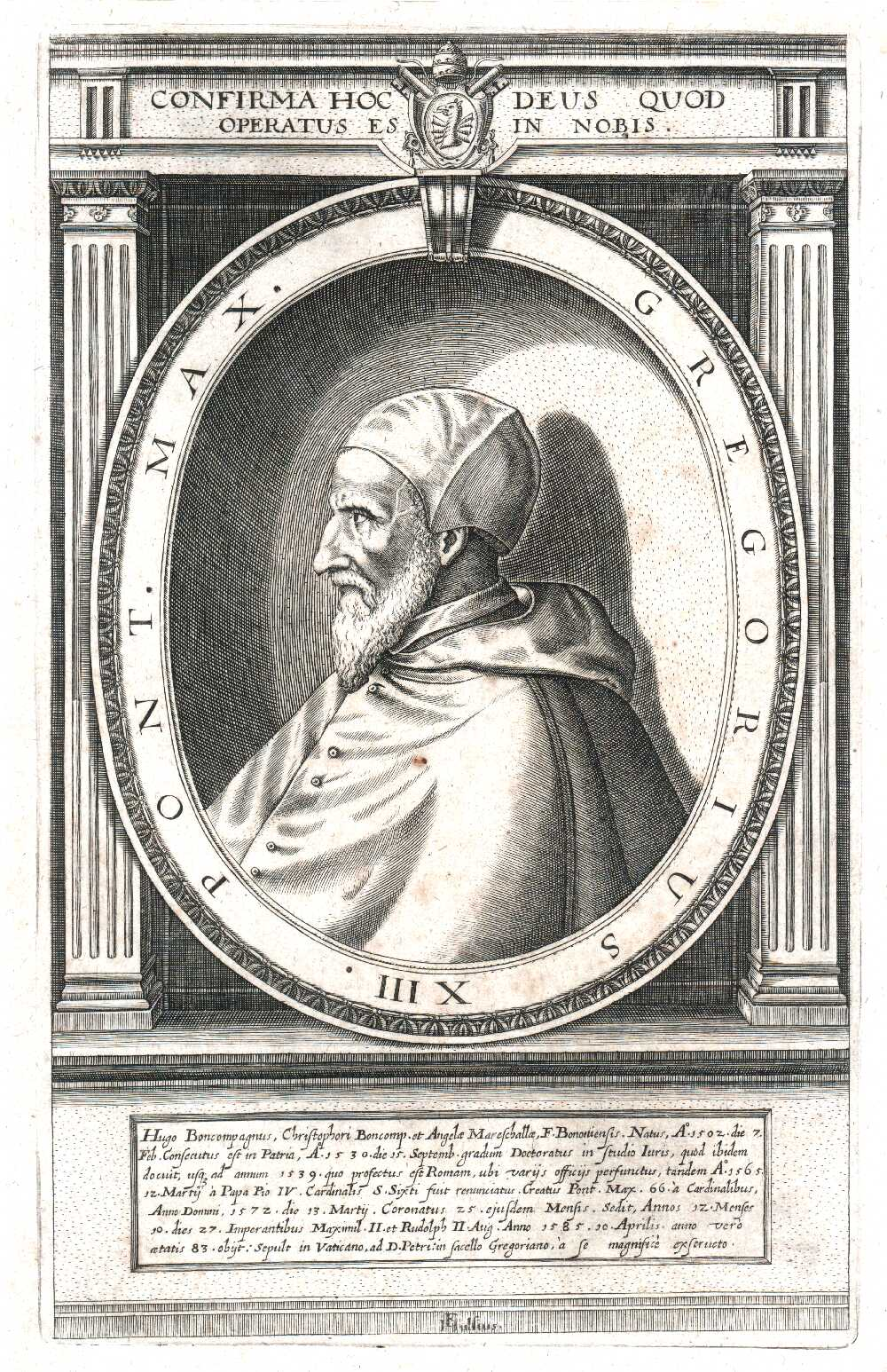
XIII. Gergely pápa
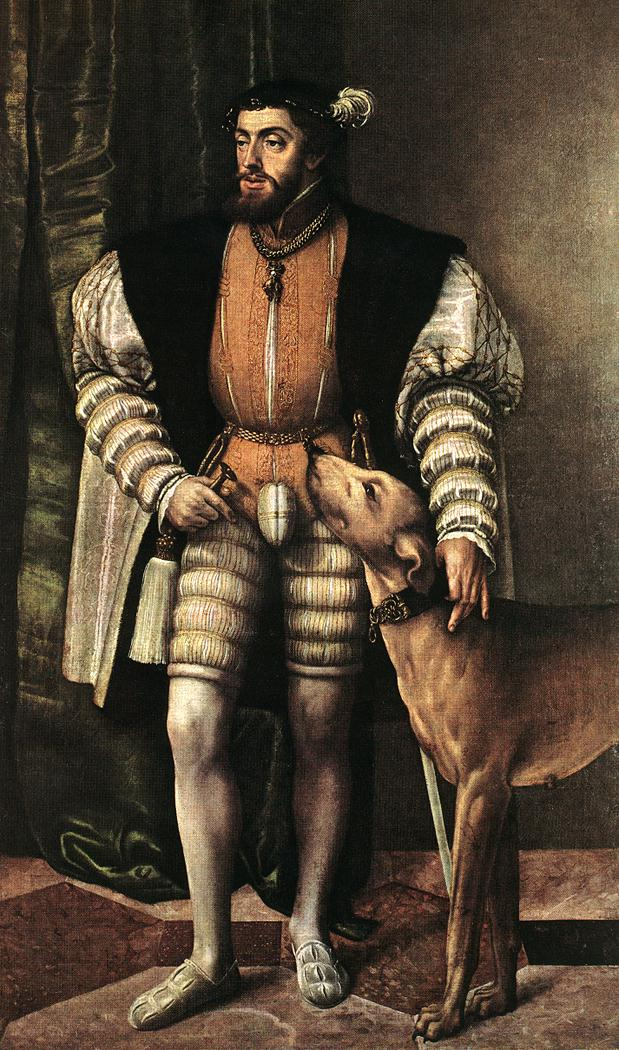
V. Károly német-római császár
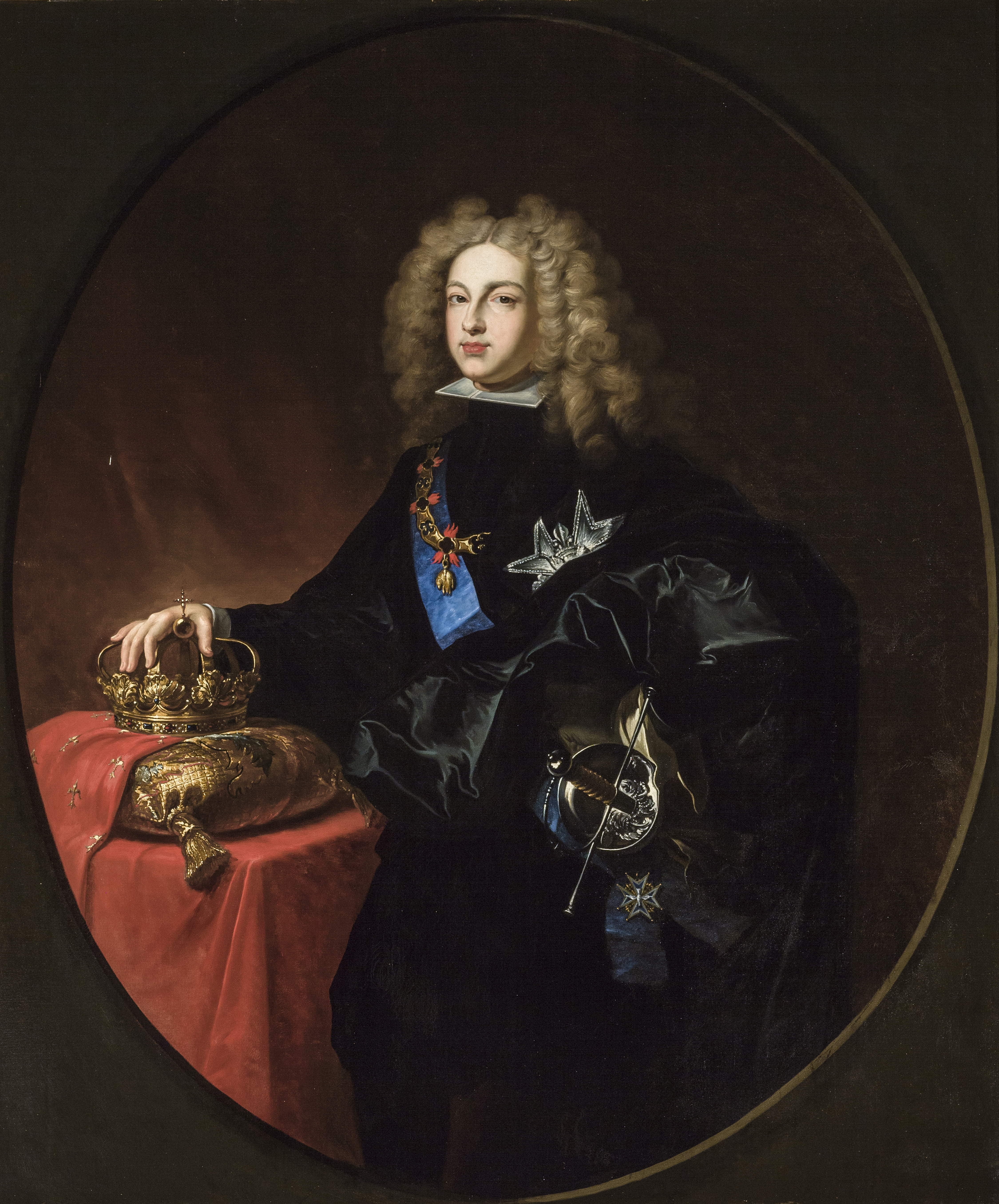
V. Fülöp spanyol király

### Magyar Aranygyapjas lovagok

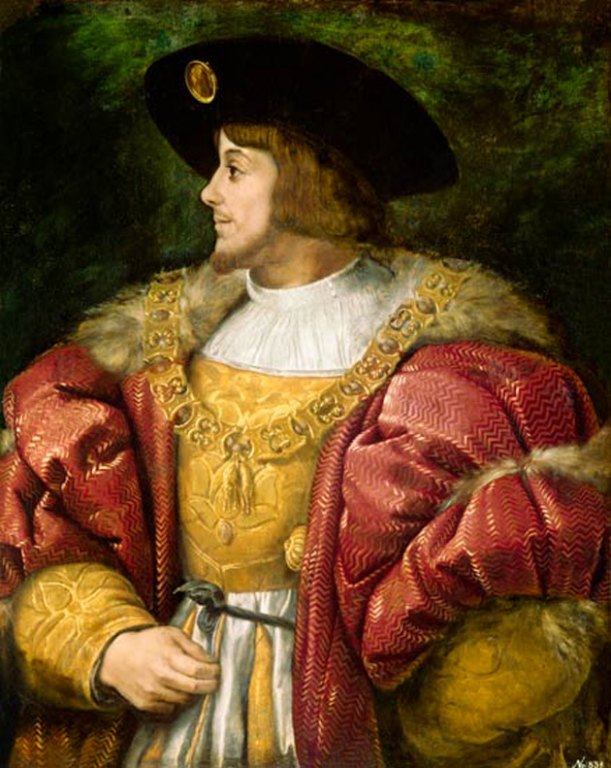
II. Lajos magyar király
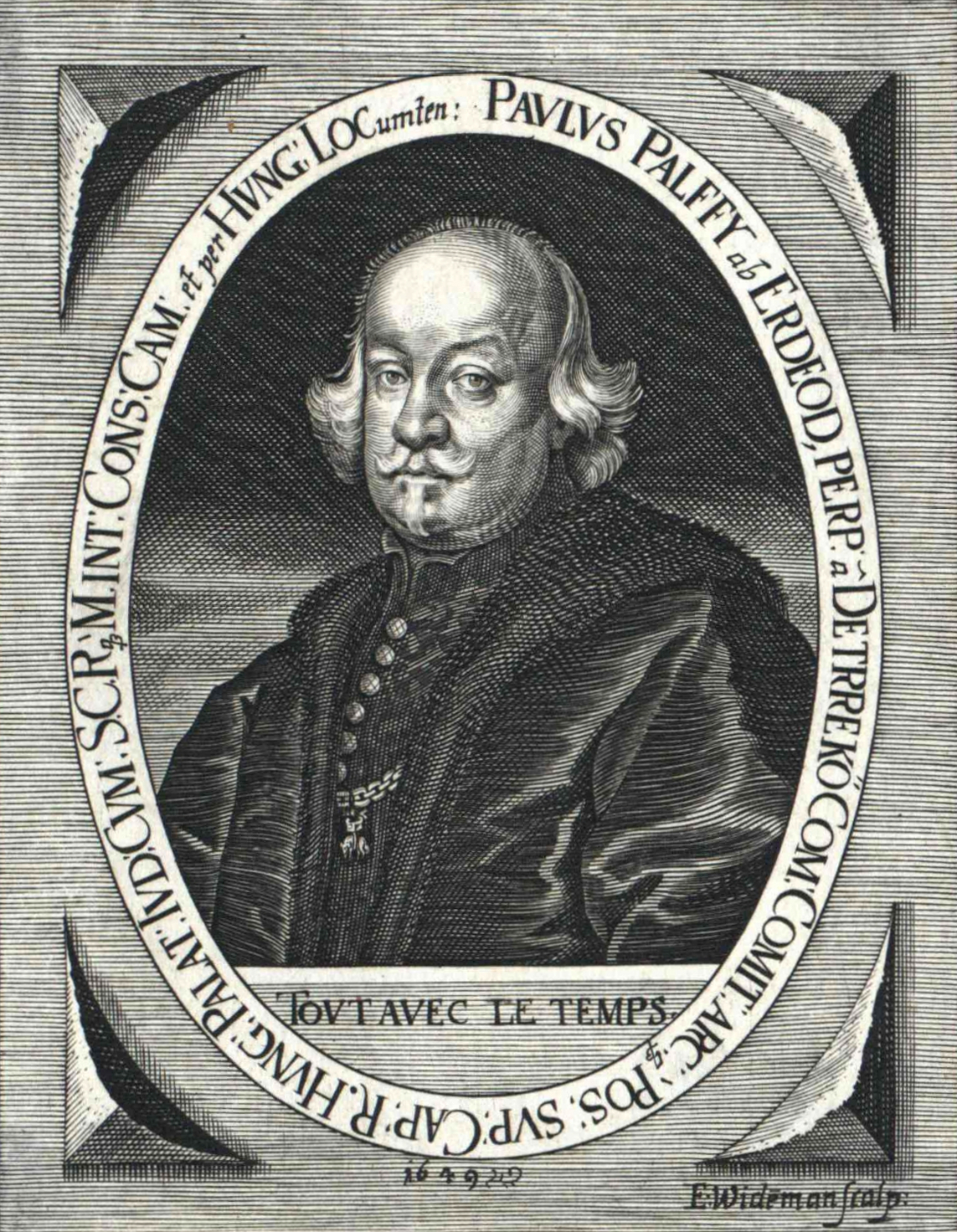
Erdődi Pálffy Pál (nádor) országbíró, Magyarország nádora
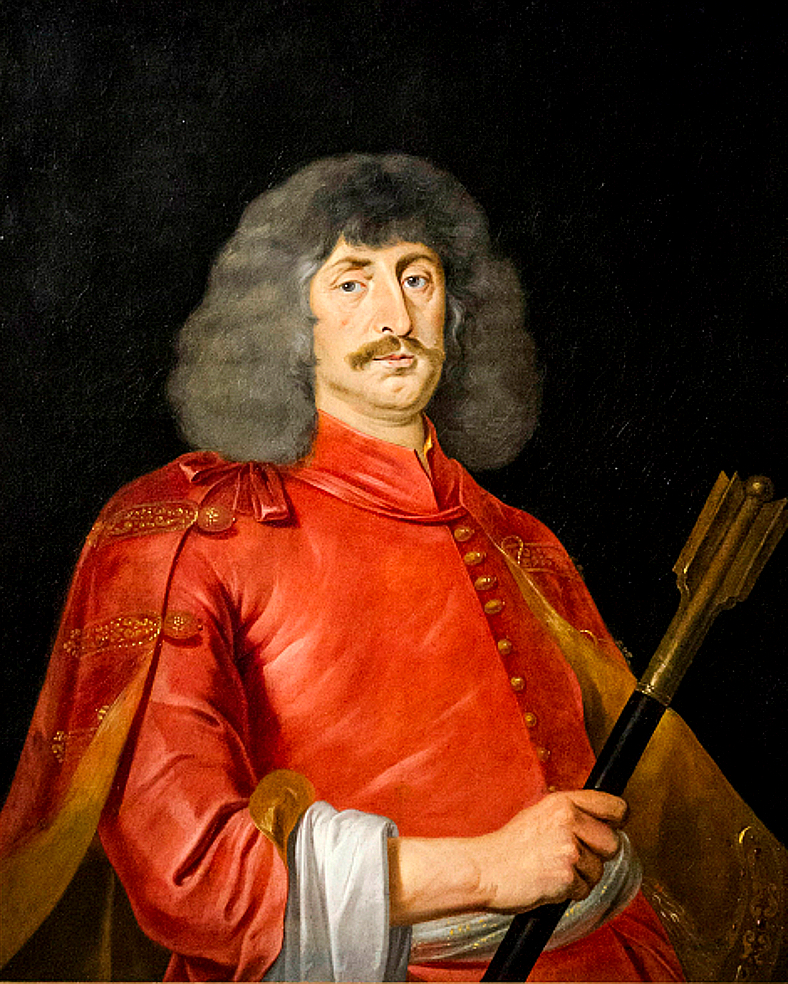
Gróf Zrínyi Miklós horvát bán
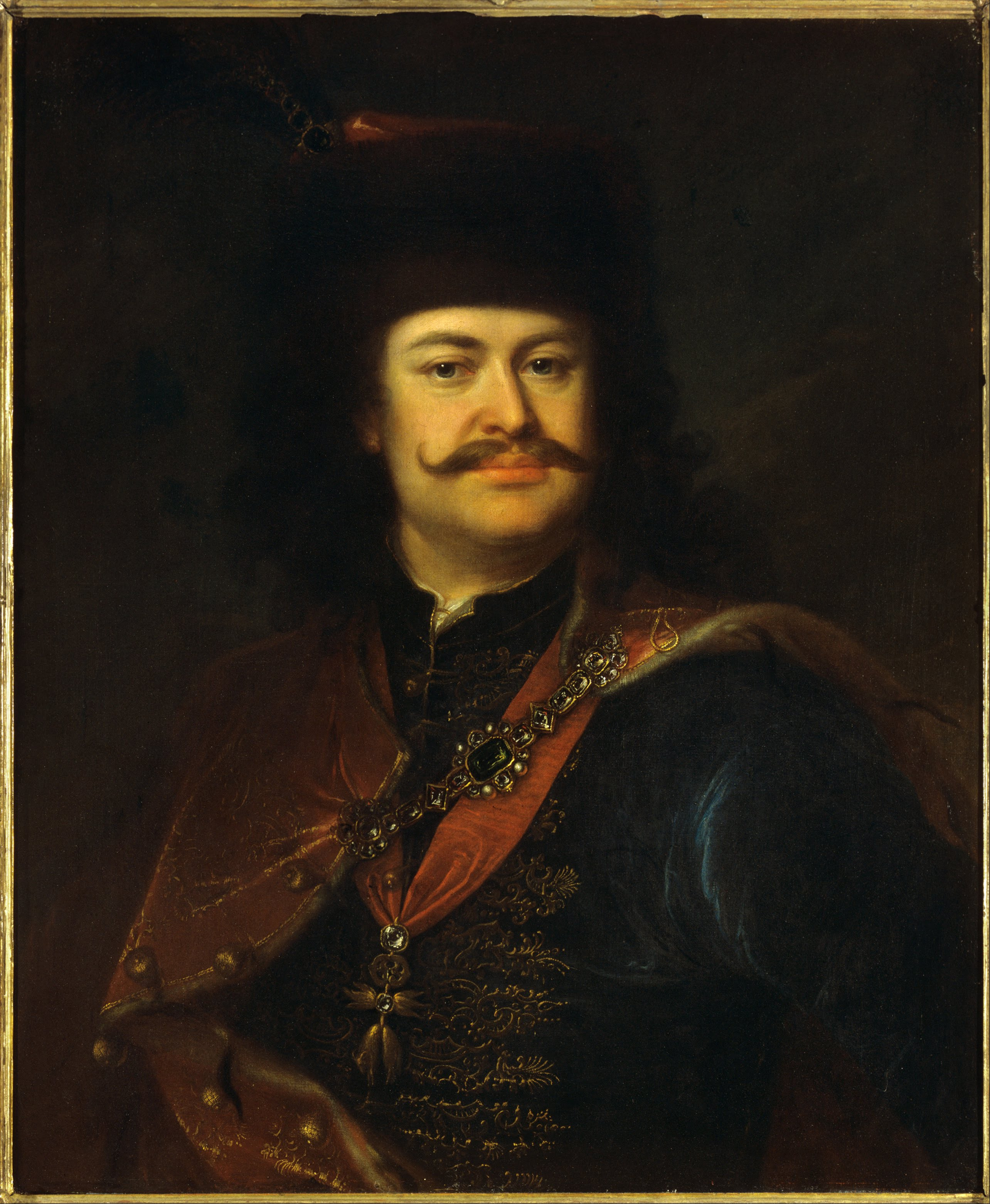
II. Rákóczi Ferenc magyar főnemes, erdélyi fejedelem
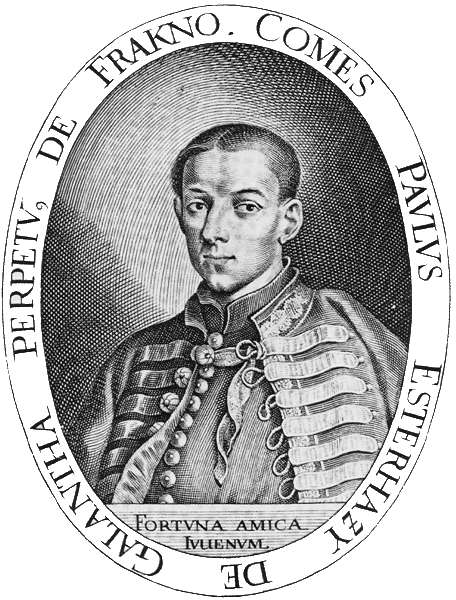
Herceg galántai Esterházy Pál nádor
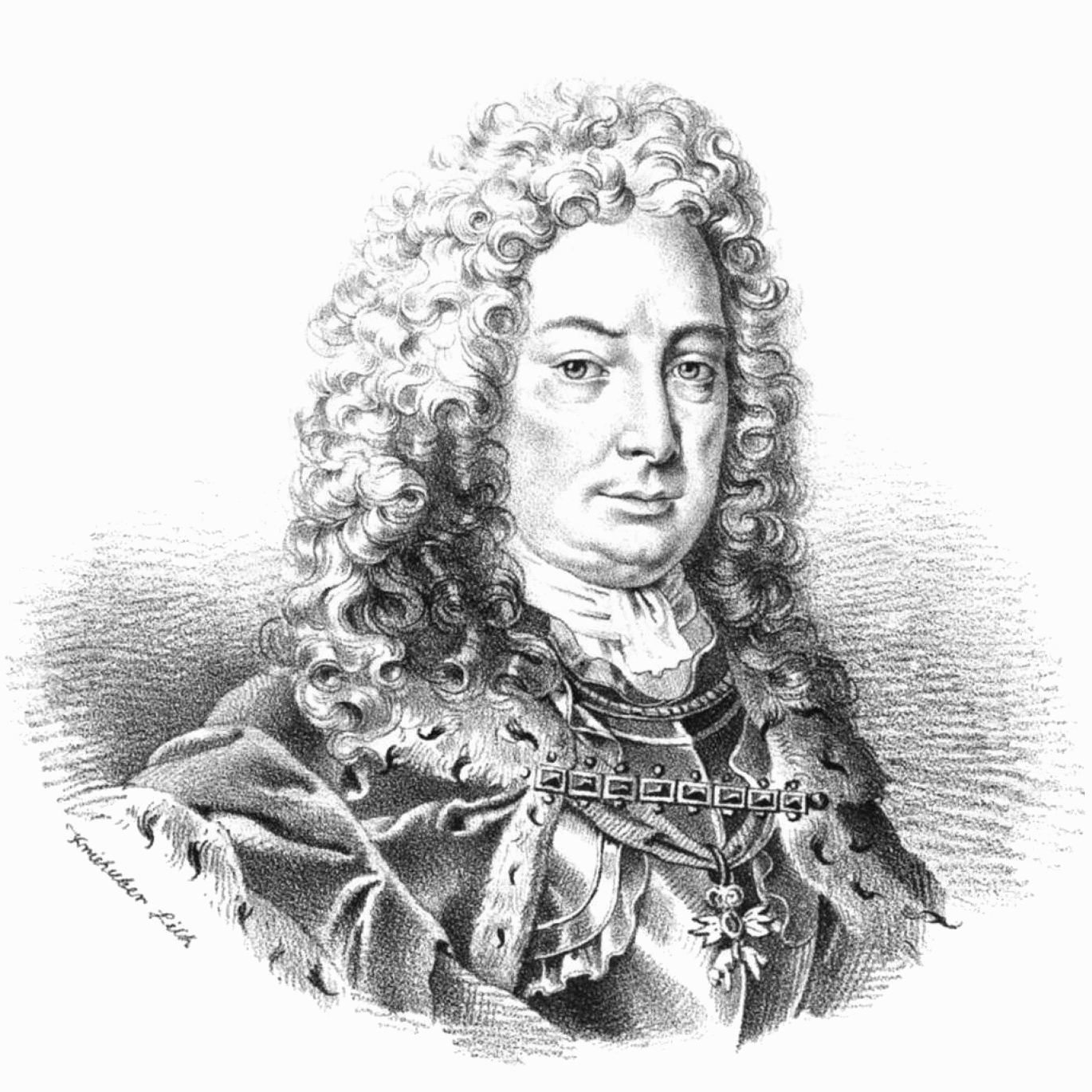
Gróf erdődi Pálffy Miklós császári tábornagy, Magyarország nádora
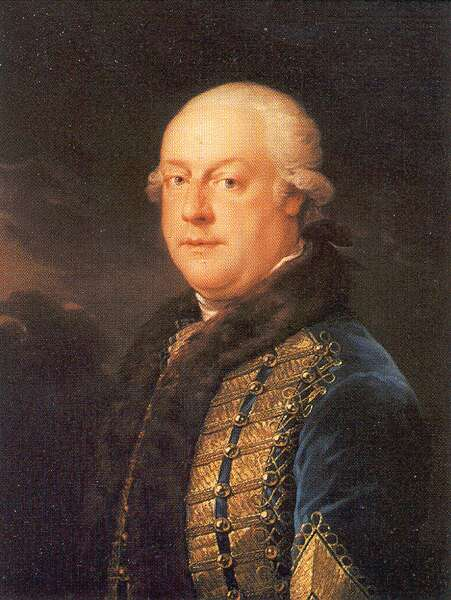
Gróf galántai Esterházy Ferenc főkancellár
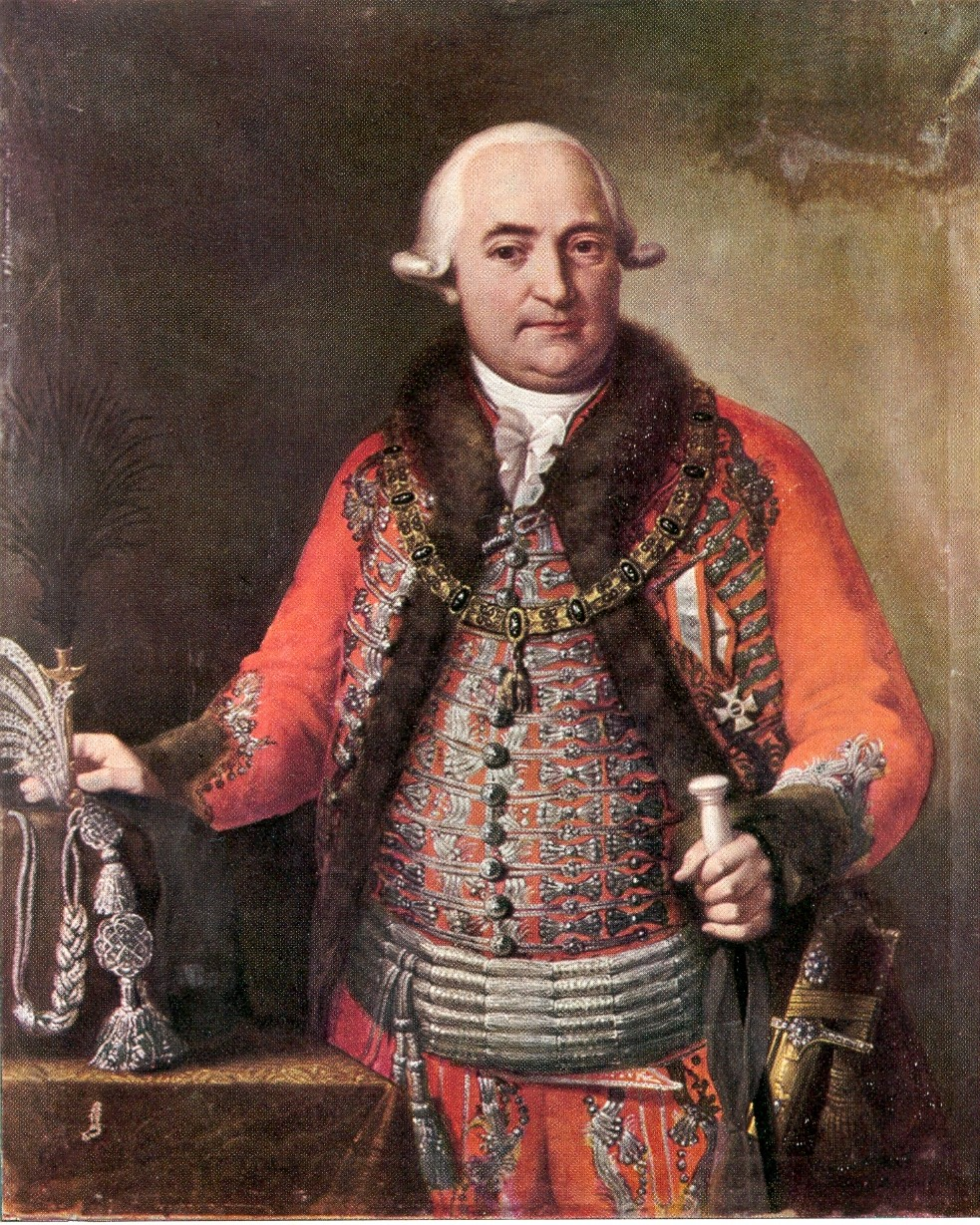
Gróf nagykárolyi Károlyi Antal táborszernagy, főispán
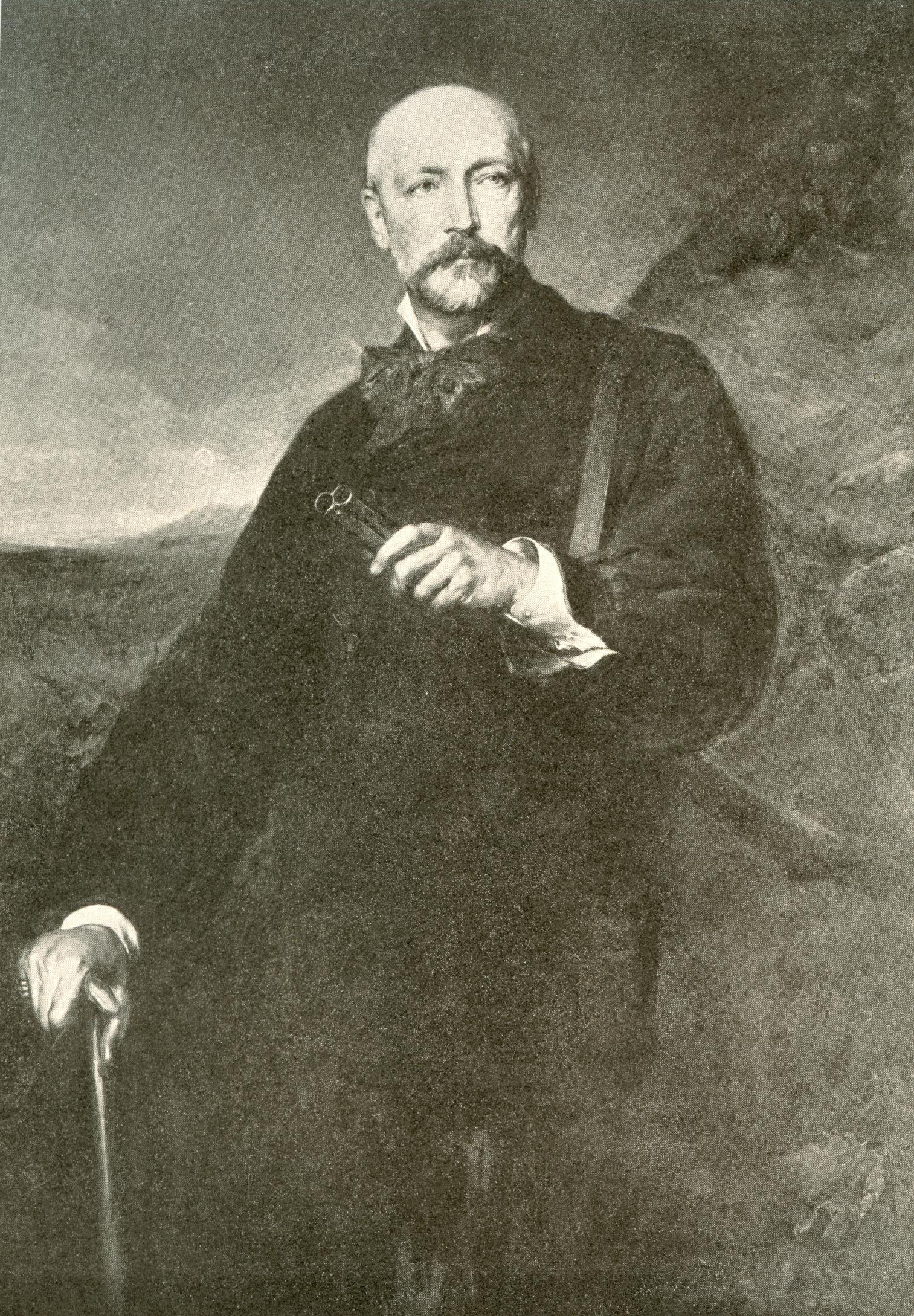
Gróf nagykárolyi Károlyi Gyula, országgyűlési képviselő, kamarás, főispán, valóságos belső titkos tanácsos
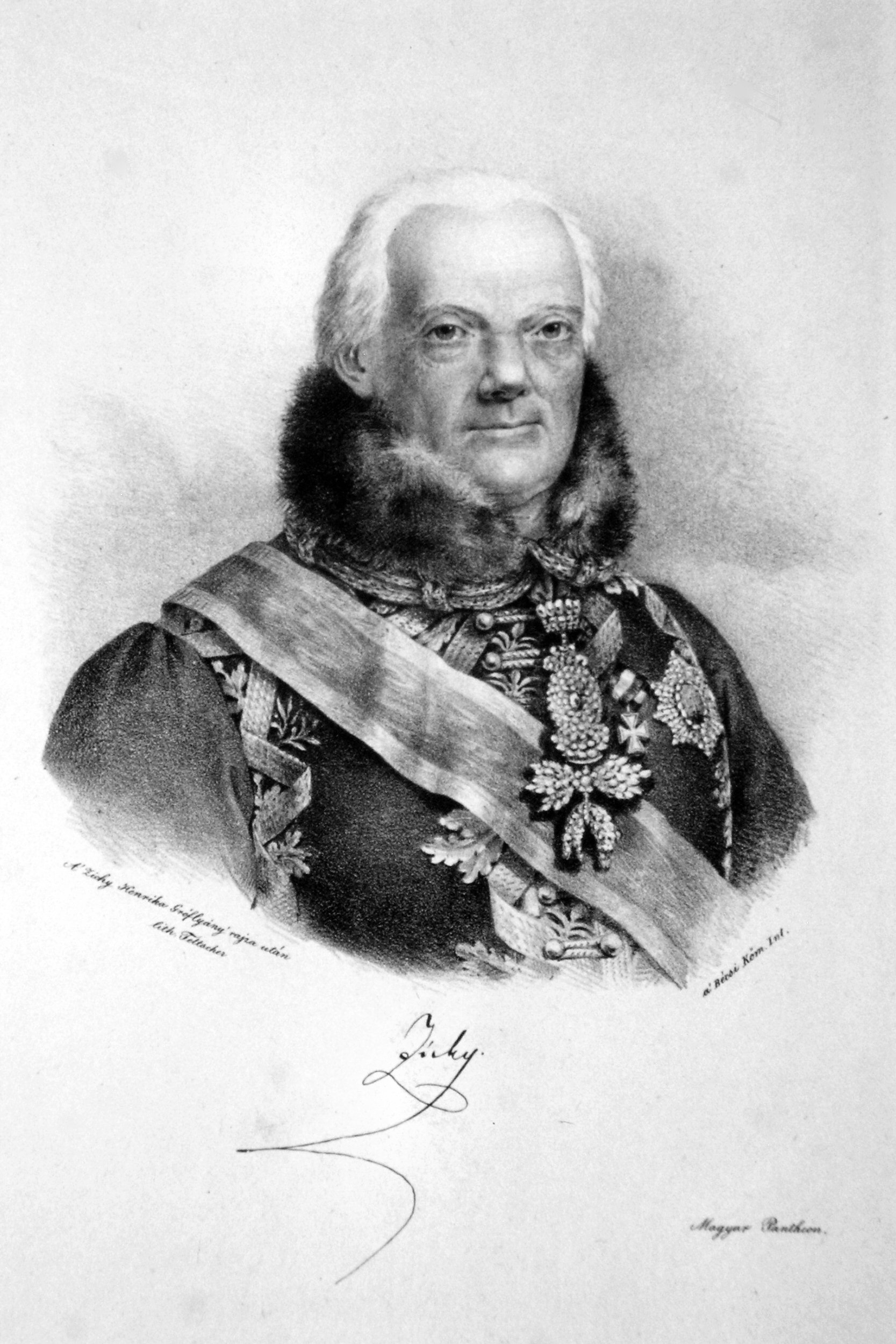
Gróf zicsi és vázsonykői Zichy Károly országbíró, miniszter, Békés vármegye főispánja
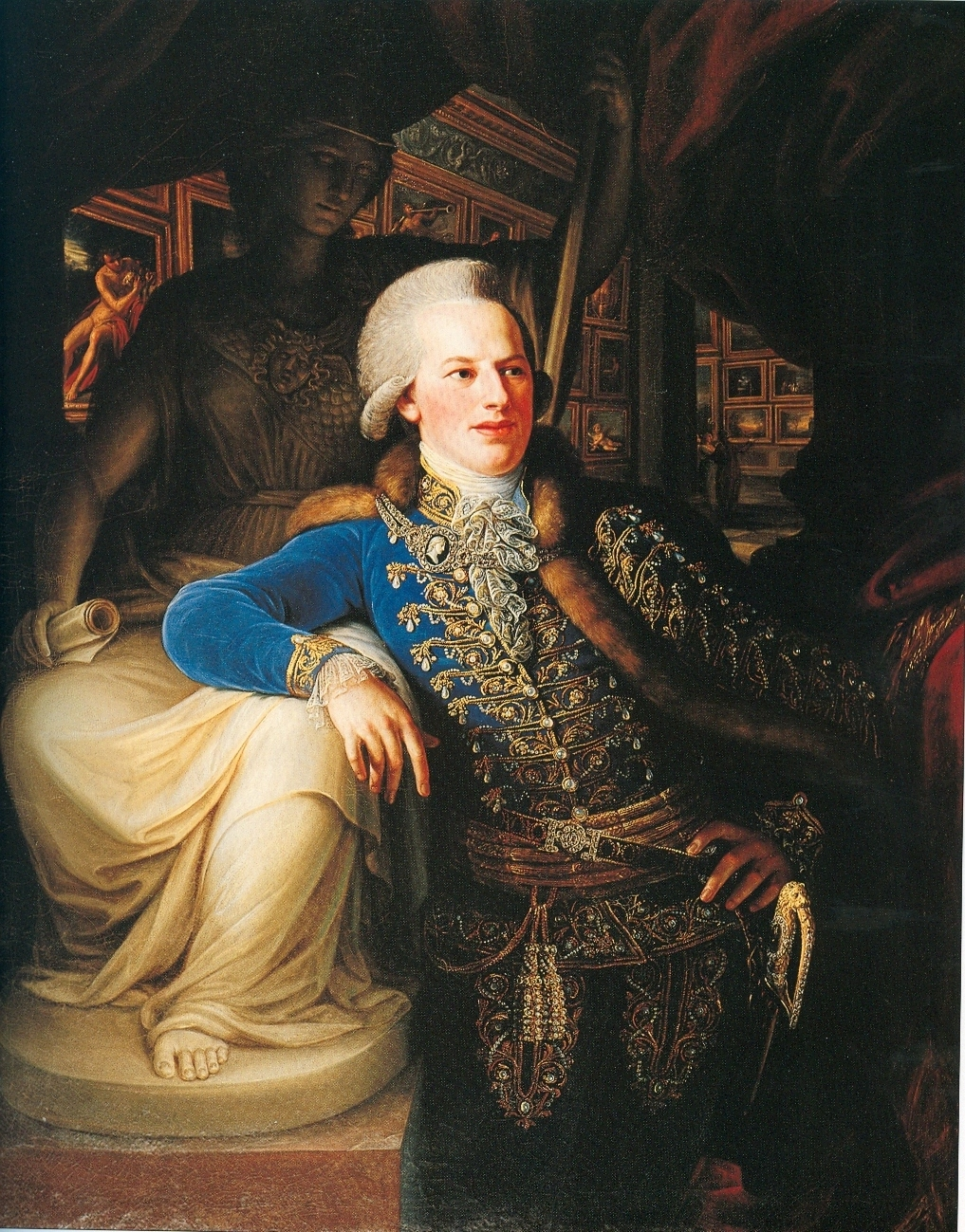
Herceg csábrági és szitnyai Koháry Ferenc József kamarás, titkos tanácsos, főpohárnok, főkancellár, Hont vármegye örökös főispánja
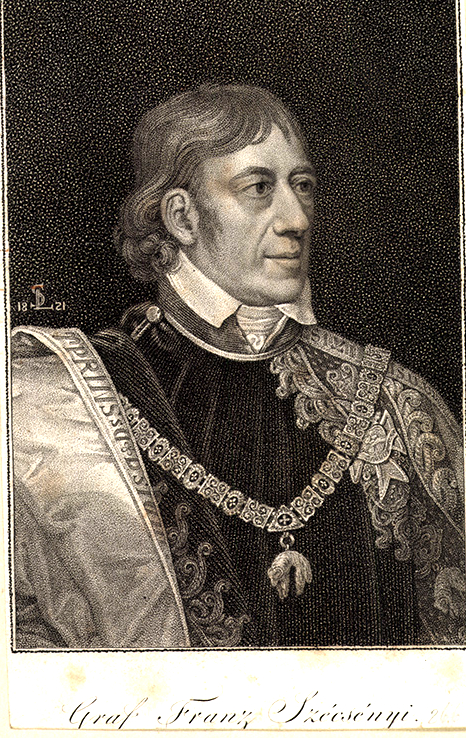
Gróf sárvár-felsővidéki Széchényi Ferenc államférfi, könyvtár- és múzeumalapító, Somogy vármegye főispánja, királyi főkamarásmester
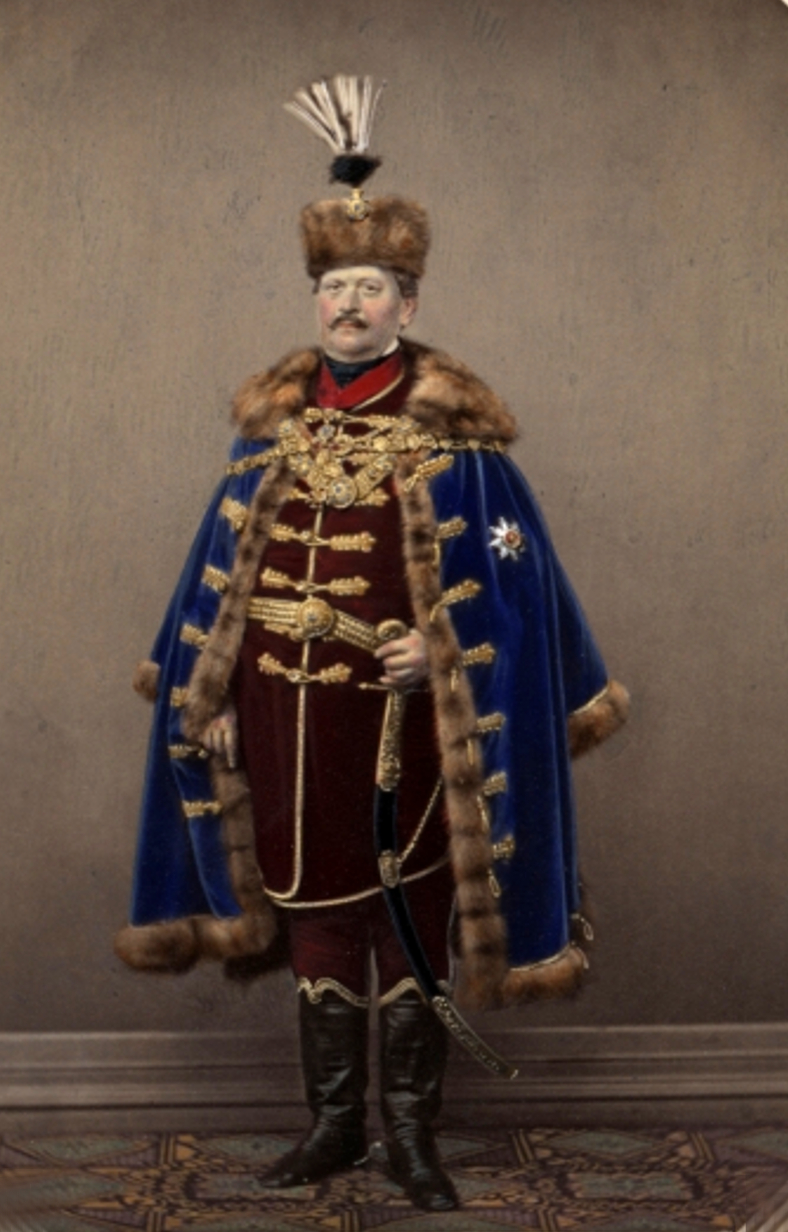
Gróf székhelyi Mailáth Antal udvari főkancellár, valóságos belső titkos tanácsos, államminiszter, főrendiházi tag
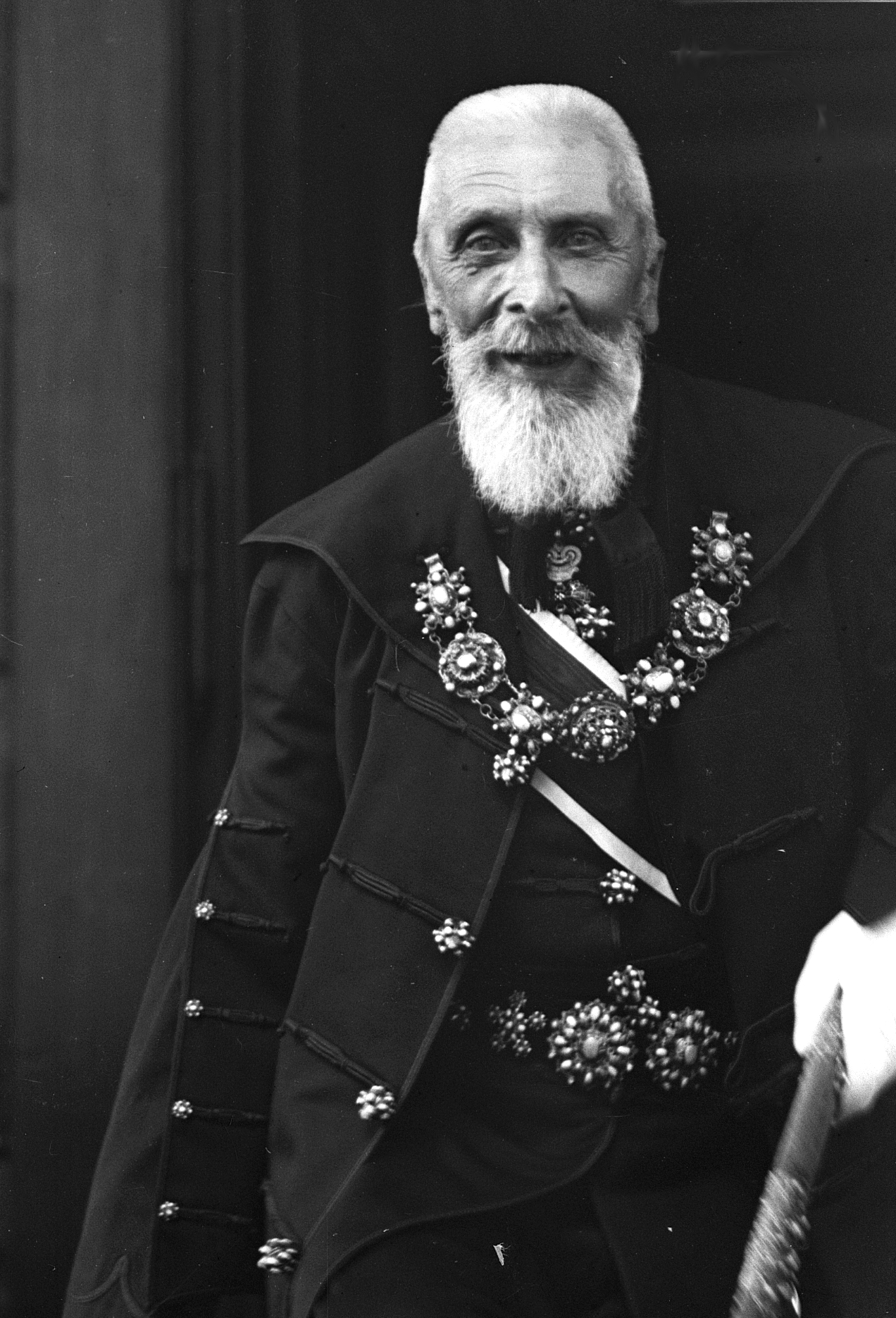
Gróf nagyapponyi Apponyi Albert politikus, miniszter, belső titkos tanácsos, nagybirtokos, a Magyar Tudományos Akadémia tagja
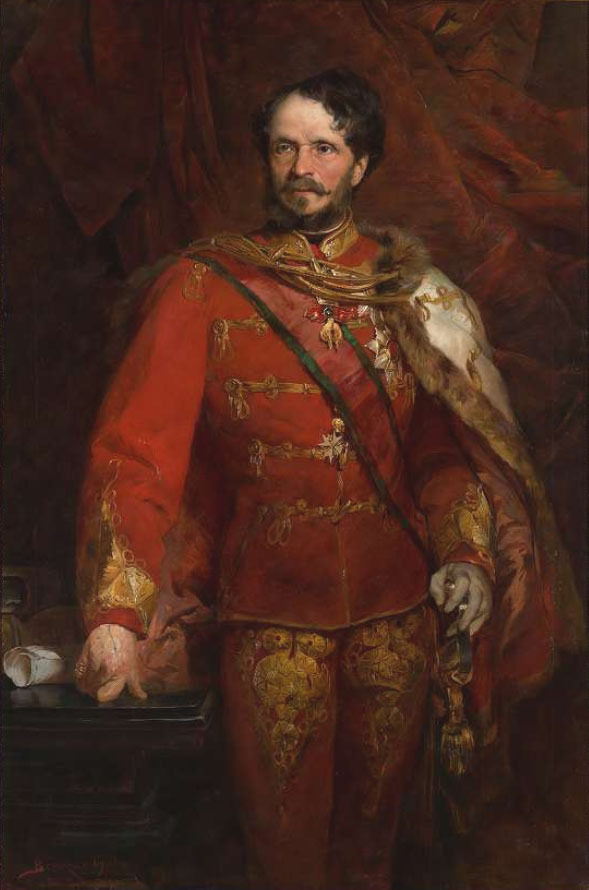
Gróf krasznahorkai Andrássy Gyula magyar államférfi, a Magyar Királyság miniszterelnöke, az Osztrák–Magyar Monarchia külügyminisztere
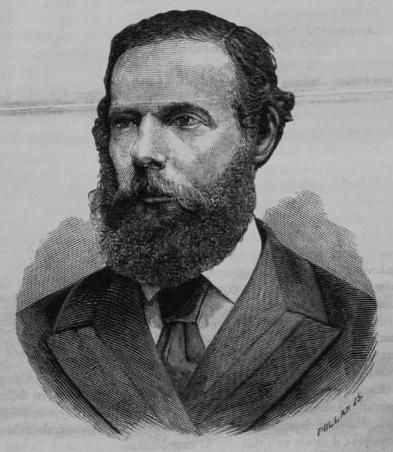
Gróf zicsi és vázsonykői Zichy Nándor politikus, országgyűlési képviselő
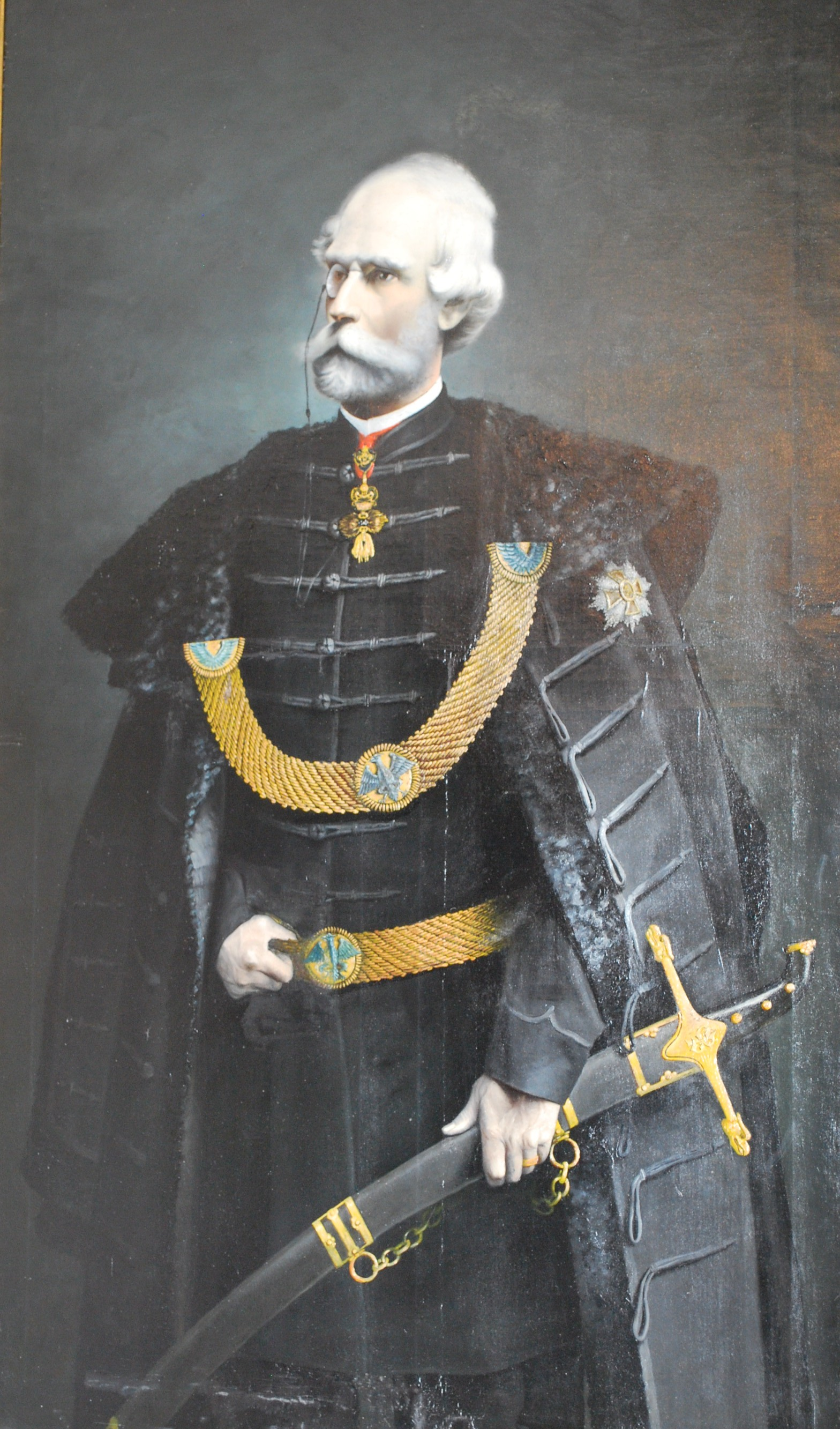
Báró kissennyei Sennyey Pál valóságos belső titkos tanácsos, országbíró, a Magyar országgyűlés főrendiház elnöke, az MTA igazgató tagja
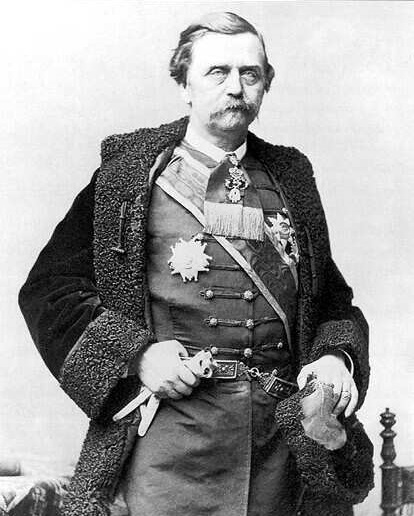
Gróf szapári, muraszombati és szécsiszigeti Szapáry Gyula politikus, Heves és Külső-Szolnok vármegye főispánja, miniszter, Magyarország miniszterelnöke
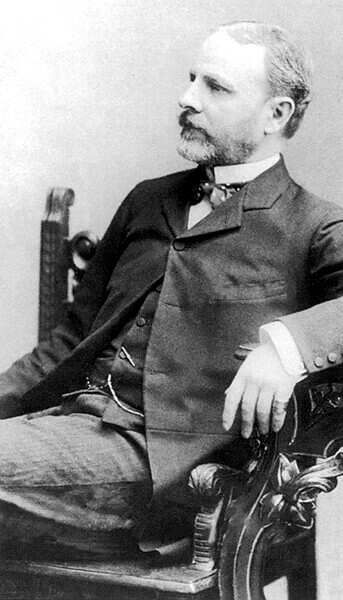
Gróf hédervári Khuen-Héderváry Károly, politikus, miniszterelnök, horvát bán
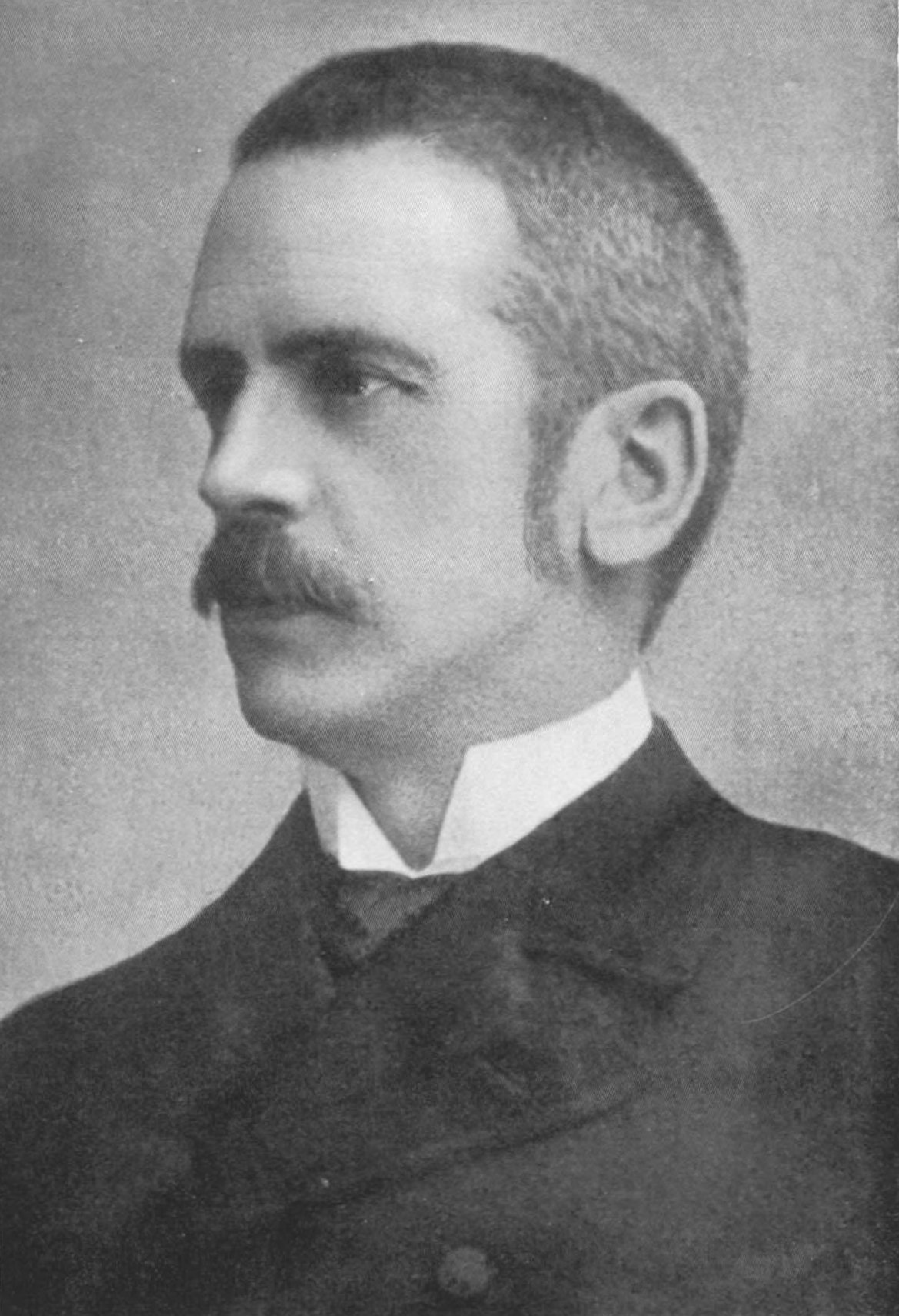
Gróf körösszegi és adorjáni Csáky Albin vallás- és közoktatásügyi miniszter, valóságos belső titkos tanácsos, főasztalnokmester, tárnokmester, a főrendiház elnöke
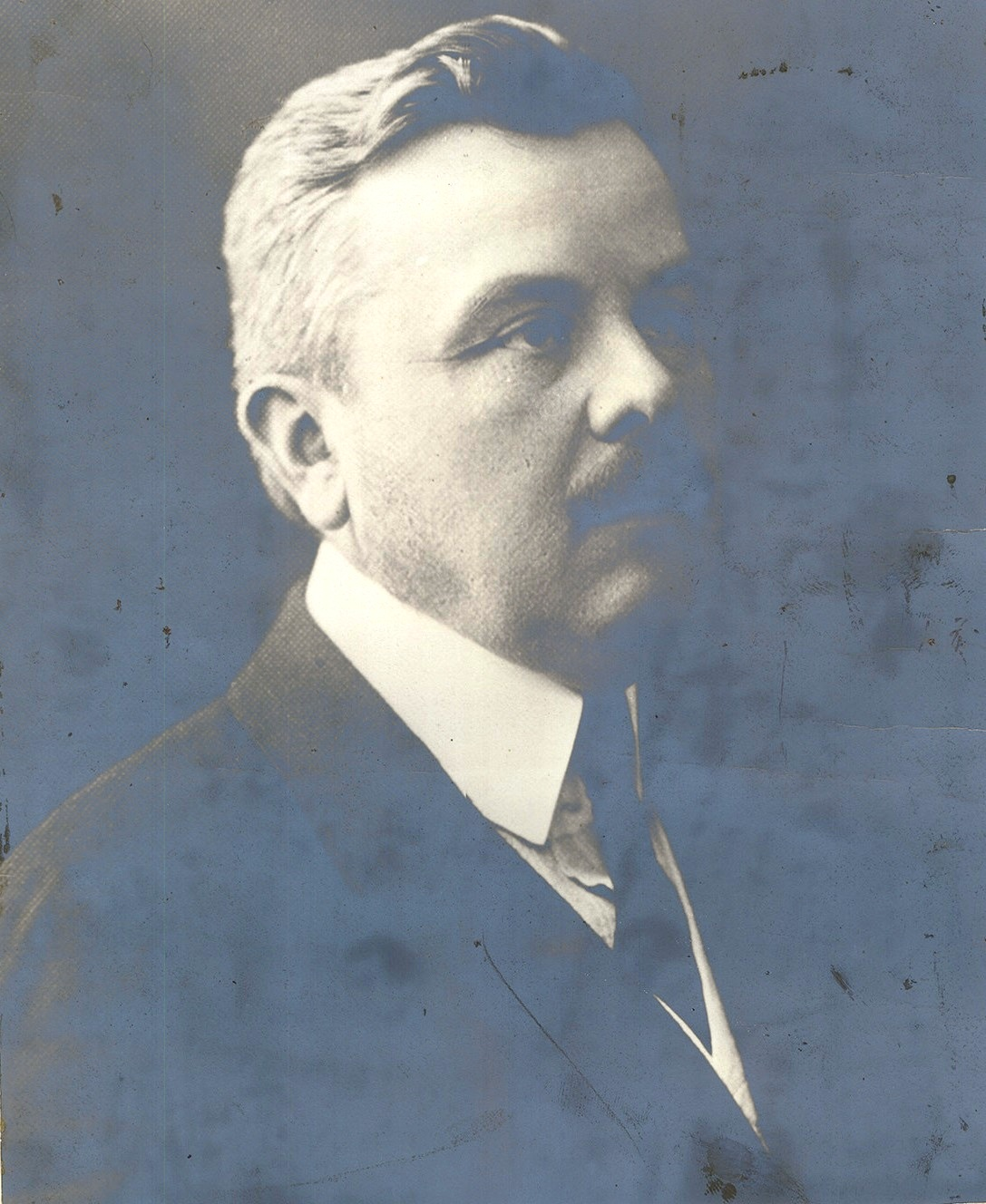
Gróf zicsi és vázsonykői Zichy János jogász, politikus, kamarás, valódi belső titkos tanácsos, kultuszminiszter
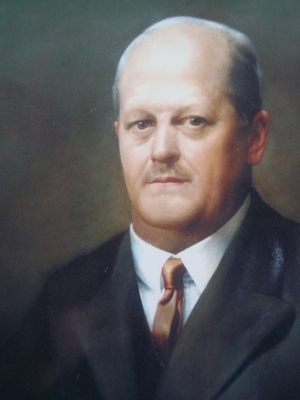
boldog németújvári herceg Batthyány-Strattmann László a „szegények orvosa”, császári és királyi kamarás, Vas vármegye örökös főispánja
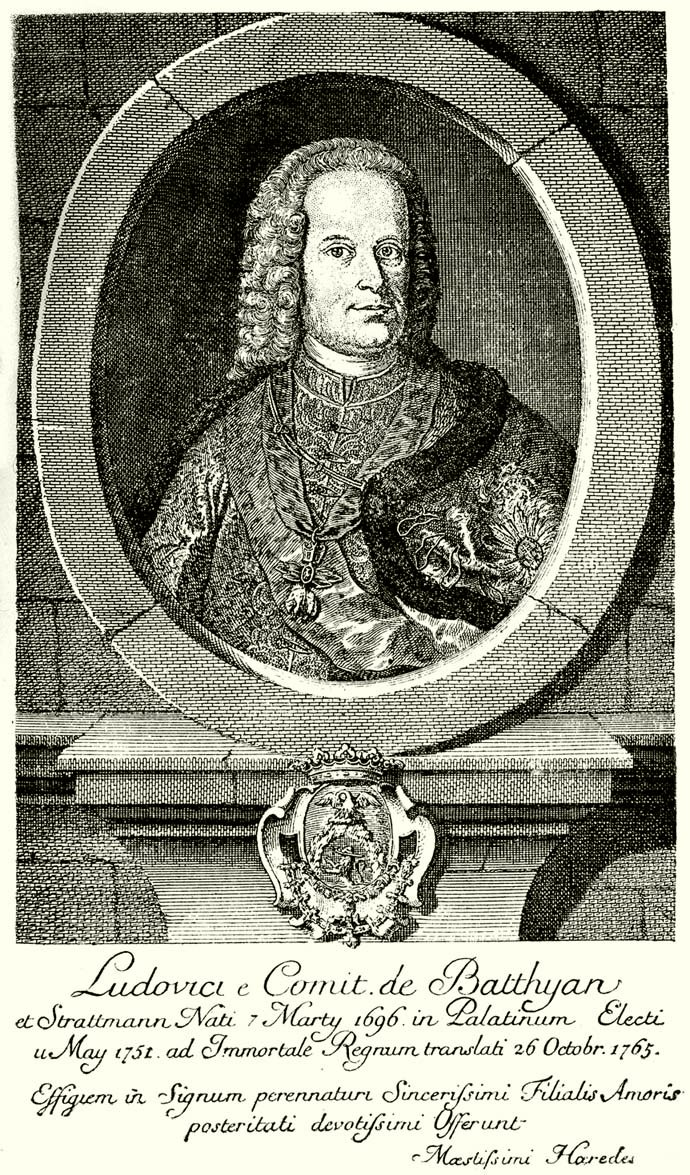
Batthyány Lajos Ernő, Vas vármegye főispánja, Zala vármegye főispán-helyettese, főpohárnokmester, a Hétszemélyes Tábla elnöke, a Magyar Kancellária vezetője, s mint ilyen az első nem papi személy ebben a pozícióban,[7] Magyarország utolsó, nemzeti nádora.
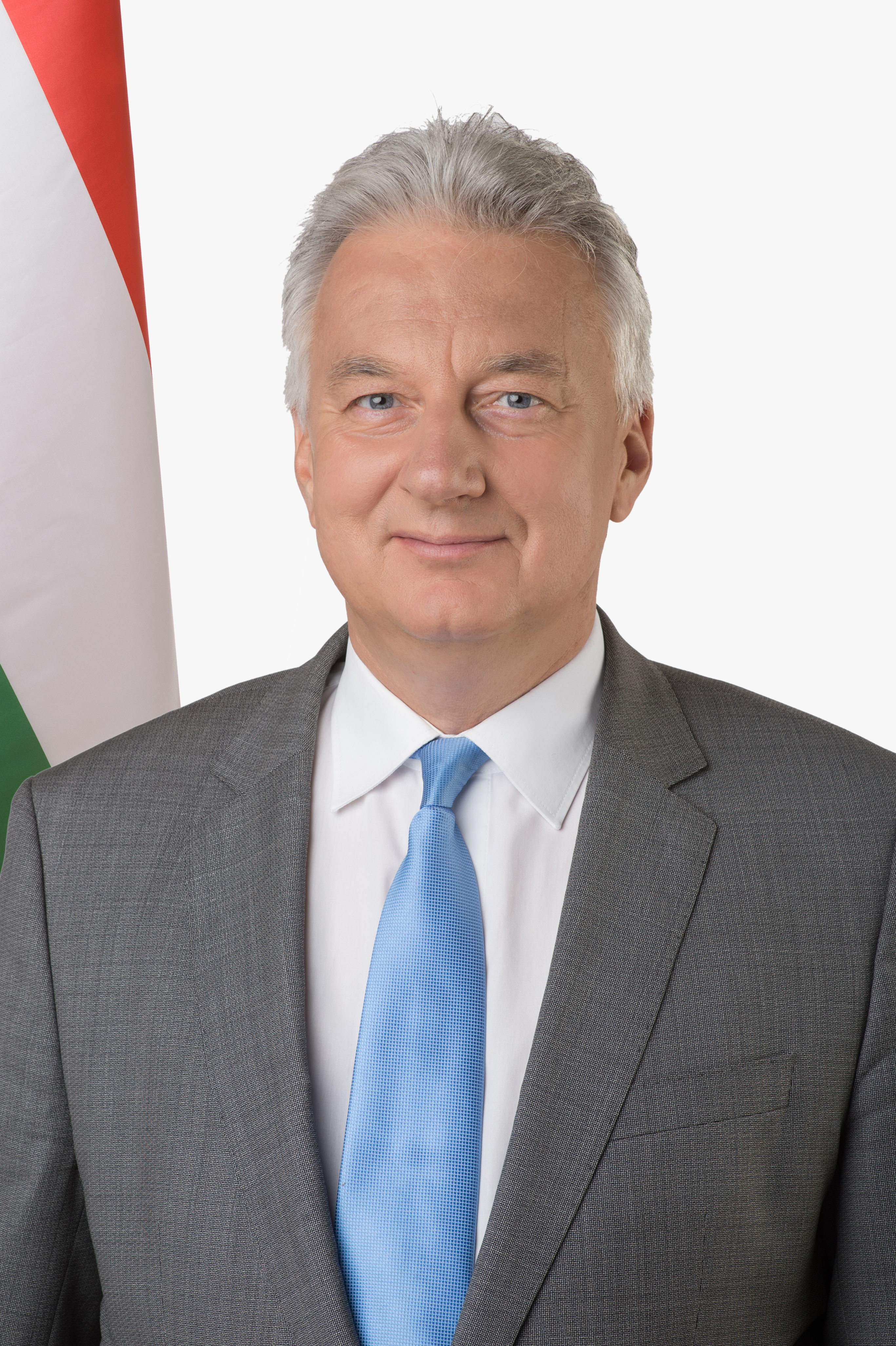
Semjén Zsolt kereszténydemokrata politikus, Magyarország miniszterelnök-helyettese

## Kapcsolódó szócikk
- Sárkány Lovagrend